# Tuffi ai campionati europei di nuoto 2024
Le gare dei tuffi ai campionati europei di nuoto 2024 si sono svolte dal 17 al 23 giugno 2024, presso l'Istituto Serbo di Sport e Medicina dello Sport di Belgrado.

## Podi

### Uomini
| Evento                      | Oro                                 | Punteggio | Argento                                   | Punteggio | Bronzo                                  | Punteggio |
| Tuffi individuali           |                                     |           |                                           |           |                                         |           |
| Trampolino 1 m (dettagli)   | Andrzej Rzeszutek                   | 394,40    | Matteo Santoro                            | 391,70    | Stefano Belotti                         | 370,50    |
| Trampolino 3 m (dettagli)   | Gwendal Bisch                       | 440,75    | Matteo Santoro                            | 431,75    | Matthew Dixon                           | 431,15    |
| Piattaforma 10 m (dettagli) | Robbie Lee                          | 489,45    | Carlos Camacho                            | 432,70    | Ben Cutmore                             | 429,90    |
| Tuffi sincronizzati         |                                     |           |                                           |           |                                         |           |
| Trampolino 3 m (dettagli)   | Francia Jules Bouyer Alexis Jandard | 404,52    | Spagna Juan Pablo Cortes Nicolás García   | 379,08    | Polonia Kacper Lesiak Andrzej Rzeszutek | 375,24    |
| Piattaforma 10 m (dettagli) | Austria Anton Knoll Dariush Lotfi   | 367,05    | Italia Francesco Casalini Julian Verzotto | 356,88    | Gran Bretagna Ben Cutmore Euan McCabe   | 350,70    |

### Donne
| Evento                      | Oro                                               | Punteggio | Argento                              | Punteggio | Bronzo                             | Punteggio |
| Tuffi individuali           |                                                   |           |                                      |           |                                    |           |
| Trampolino 1 m (dettagli)   | Elna Widerström                                   | 250,25    | Aleksandra Błażowska                 | 231,35    | Emilia Nilsson Garip               | 230,15    |
| Trampolino 3 m (dettagli)   | Desharne Bent-Ashmeil                             | 305,15    | Helle Tuxen                          | 243,20    | Clare Cryan                        | 240,55    |
| Piattaforma 10 m (dettagli) | Ana Carvajal                                      | 287,90    | Emily Halifax Sofija Lyskun          | 278,10    | non assegnata                      |           |
| Tuffi sincronizzati         |                                                   |           |                                      |           |                                    |           |
| Trampolino 3 m (dettagli)   | Gran Bretagna Desharne Bent-Ashmeil Amy Rollinson | 269,10    | Svezia Nina Janmyr Elna Widerström   | 258,75    | Francia Naïs Gillet Juliette Landi | 243,33    |
| Piattaforma 10 m (dettagli) | Ucraina Kseniia Bailo Sofiia Lyskun               | 288,78    | Spagna Ana Carvajal Valeria Antolino | 260,67    | Francia Naïs Gillet Jade Gillet    | 240,60    |

### Misti
| Evento                      | Oro                                                      | Punteggio | Argento                                                                       | Punteggio | Bronzo                                                                       | Punteggio |
| Tuffi sincronizzati         |                                                          |           |                                                                               |           |                                                                              |           |
| Trampolino 3 m (dettagli)   | Gran Bretagna Desharne Bent-Ashmeil Ben Cutmore          | 268,50    | Svezia Emilia Nilsson Garip Elias Petersen                                    | 261,42    | Germania Jana Lisa Rother Lou Massenberg                                     | 260,85    |
| Piattaforma 10 m (dettagli) | Spagna Valeria Antolino Carlos Camacho                   | 274,50    | Germania Carolina Coordes Tom Waldsteiner                                     | 266,34    | Ucraina Ksenija Bajlo Marko Barsukov                                         | 256,02    |
| Squadra (dettagli)          | Spagna Valeria Antolino Carlos Camacho Juan Pablo Cortés | 367,65    | Ucraina Danylo Avanesov Stanislav Oliferčyk Karina Hlyzhina Hanna Pys'mens'ka | 357,00    | Germania Carolina Coordes Jana Lisa Rother Lou Massenberg Luis Avila Sanchez | 352,30    |

## Medagliere
Nazione ospitante 
| Posiz. | Nazione       | Oro | Argento | Bronzo | Totale |
| ------ | ------------- | --- | ------- | ------ | ------ |
| 1      | Gran Bretagna | 4   | 0       | 3      | 7      |
| 2      | Spagna        | 3   | 3       | 0      | 6      |
| 3      | Francia       | 2   | 1       | 2      | 5      |
| 4      | Svezia        | 1   | 2       | 1      | 4      |
| 4      | Ucraina       | 1   | 2       | 1      | 4      |
| 6      | Polonia       | 1   | 1       | 1      | 3      |
| 7      | Austria       | 1   | 0       | 0      | 1      |
| 8      | Italia        | 0   | 3       | 1      | 4      |
| 9      | Germania      | 0   | 1       | 2      | 3      |
| 10     | Norvegia      | 0   | 1       | 0      | 2      |
| 11     | Irlanda       | 0   | 0       | 1      | 1      |
| Totale | Totale        | 13  | 14      | 12     | 39     |